# Michael Berry Jr.
Michael Berry Jr. (Oxford, 1964) è un attore inglese.
Conosciuto per aver interpretato il pirata Twigg in La maledizione della prima luna (Pirates of the Caribbean: The Curse of the Black Pearl) del 2003 diretto da Gore Verbinski.

## Filmografia

### Cinema
- La maledizione della prima luna (Pirates of the Caribbean: The Curse of the Black Pearl), regia di Gore Verbinski (2003)
- Mission: Impossible III, regia di J.J. Abrams (2006)
- Wednesday Again, regia di John Lavachielli (2008)
- The Cure for Cancer, regia di Bryan Law - cortometraggio (2008)
- Star Trek, regia di J.J. Abrams (2009)
- Family of Four, regia di John Suits (2009)
- I'm Here, regia di Spike Jonze - cortometraggio (2010)
- 13 - Se perdi... muori (13), regia di Géla Babluani (2010)
- Una notte da leoni 2 (The Hangover Part II), regia di Todd Phillips (2011)
- Ruby Sparks, regia di Jonathan Dayton e Valerie Faris (2012)
- Look at Me, regia di Alesia Glidewell (2012)
- Tales from the Riverbank, regia di Michael Berry Jr. - cortometraggio (2015)
- The Free Fall, regia di Adam Stilwell (2021)

### Serie TV
- Alias – serie TV, episodi 3x1 (2003)
- The Unit – serie TV, episodi 2x21 (2007)

## Doppiatori italiani
Nelle versioni in italiano dei suoi lavori, Michael Berry Jr. è stato doppiato da:
- Antonio Palumbo in la maledizione della prima luna, 13 - Se perdi... muori
- Edwin Alexander Francis in Mission: Impossible III

Da doppiatore è sostituito da:
- Alessandro Ballico in Nel paese delle creature selvagge